# Corriol de triple collar
Charadrius tricollaris és una espècie d'ocell de la família dels caràdrids (Charadriidae) que rep en anglès el nom de "Three-banded plover" (corriol de triple collar). Habita estanys, aiguamolls i platges fluvials de l'Àfrica oriental i Meridional, des d'Eritrea, Etiòpia, República Democràtica del Congo i Gabon, cap al sud fins a Sud-àfrica i Madagascar.

## Taxonomia
Es reconeixen dues subespècies que alguns autors consideren espècies de ple dret:
- Charadrius tricollaris tricollaris - corriol de triple collar africà[2]
- Charadrius tricollaris bifrontatus Cabanis, 1882 - corriol de triple collar de Madagascar[3]